# オペルンガッセ (ウィーン)

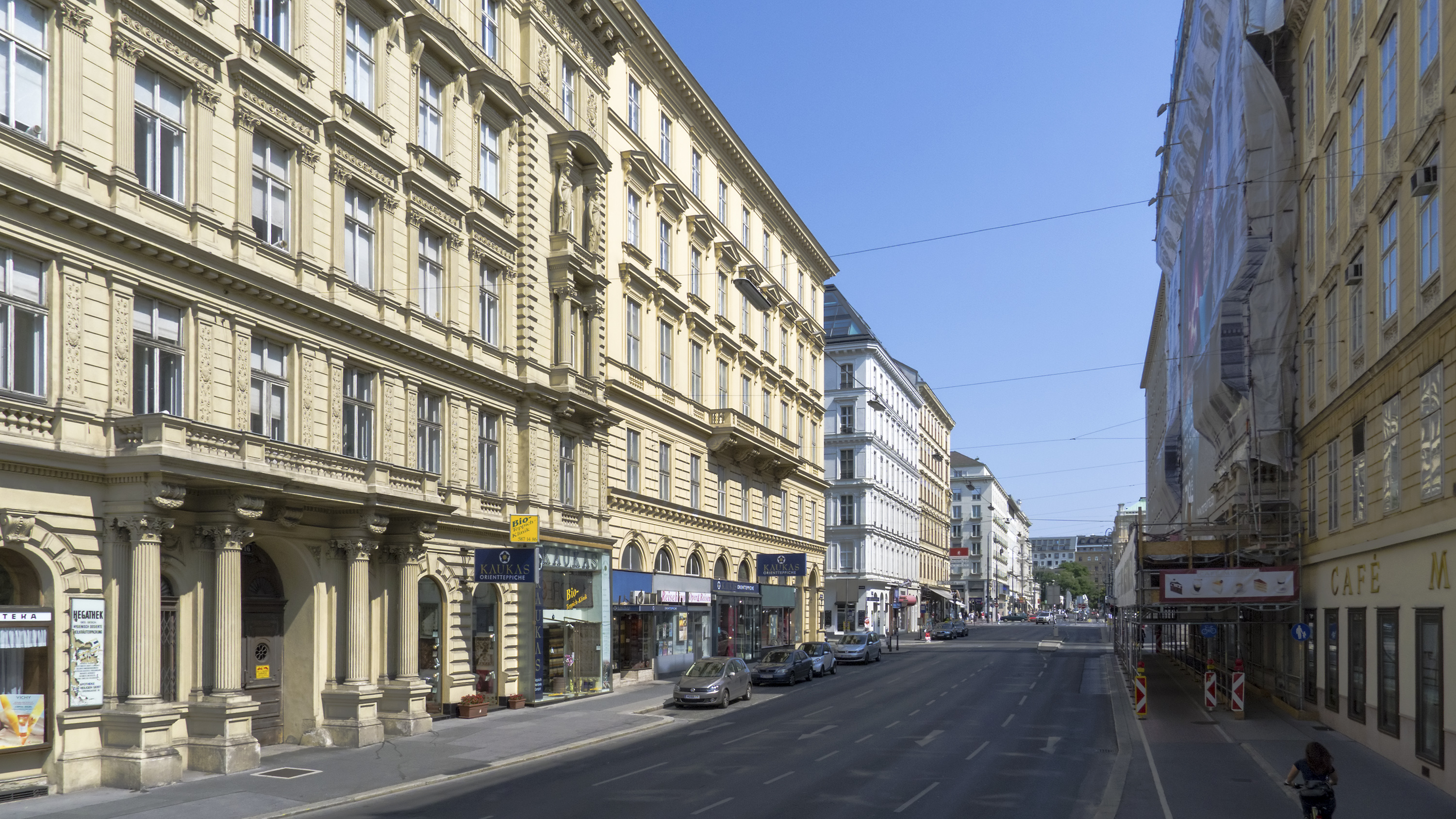
フリードリヒシュトラーセ通り/カールスプラッツ広場との交差地点から中心市街方向（リング通り、アルベルティーナプラッツ広場方面向きの上り方向）を見る。

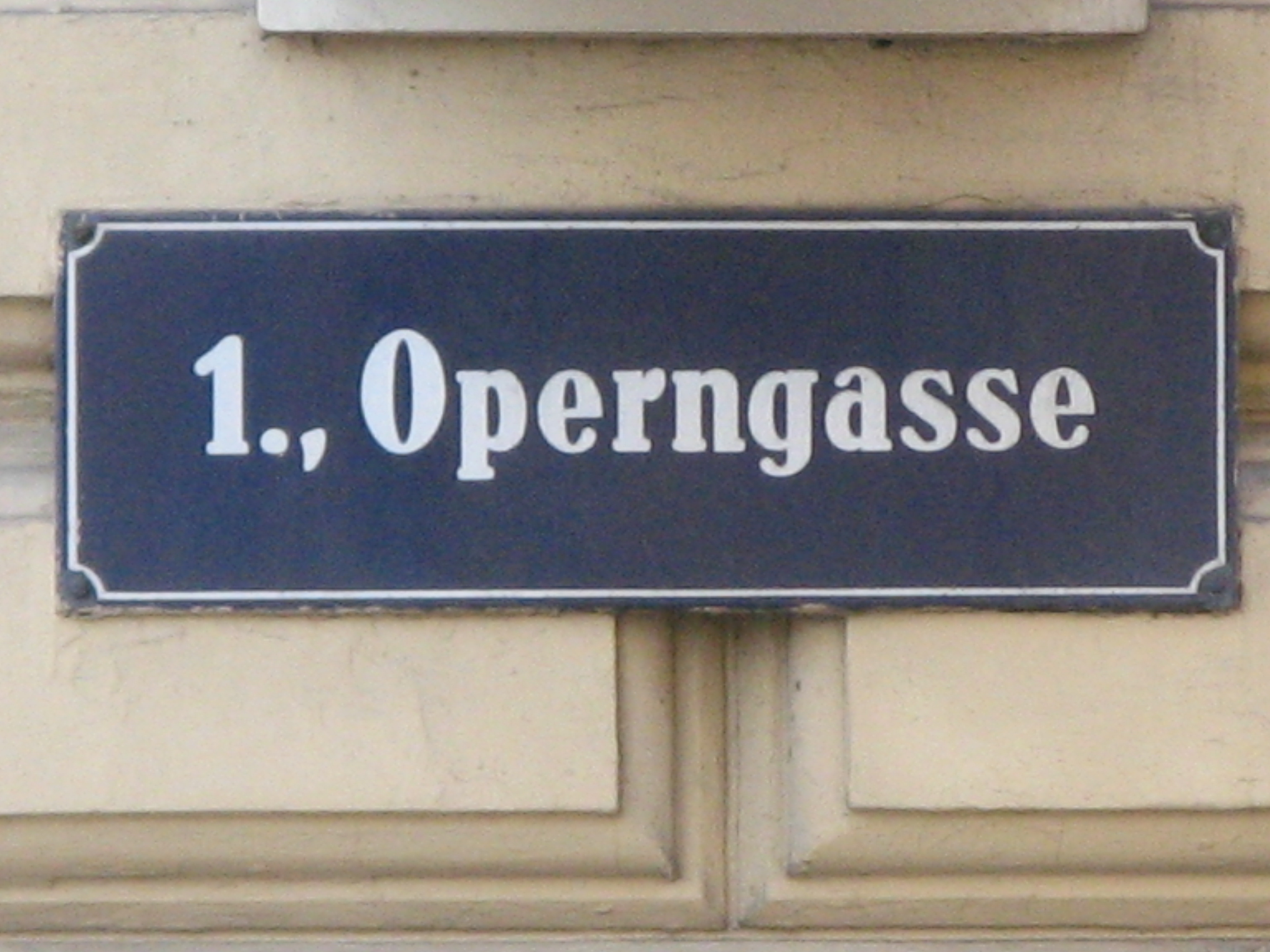
通り名の住居表示板。「1区　オペルンガッセ」と書かれている。

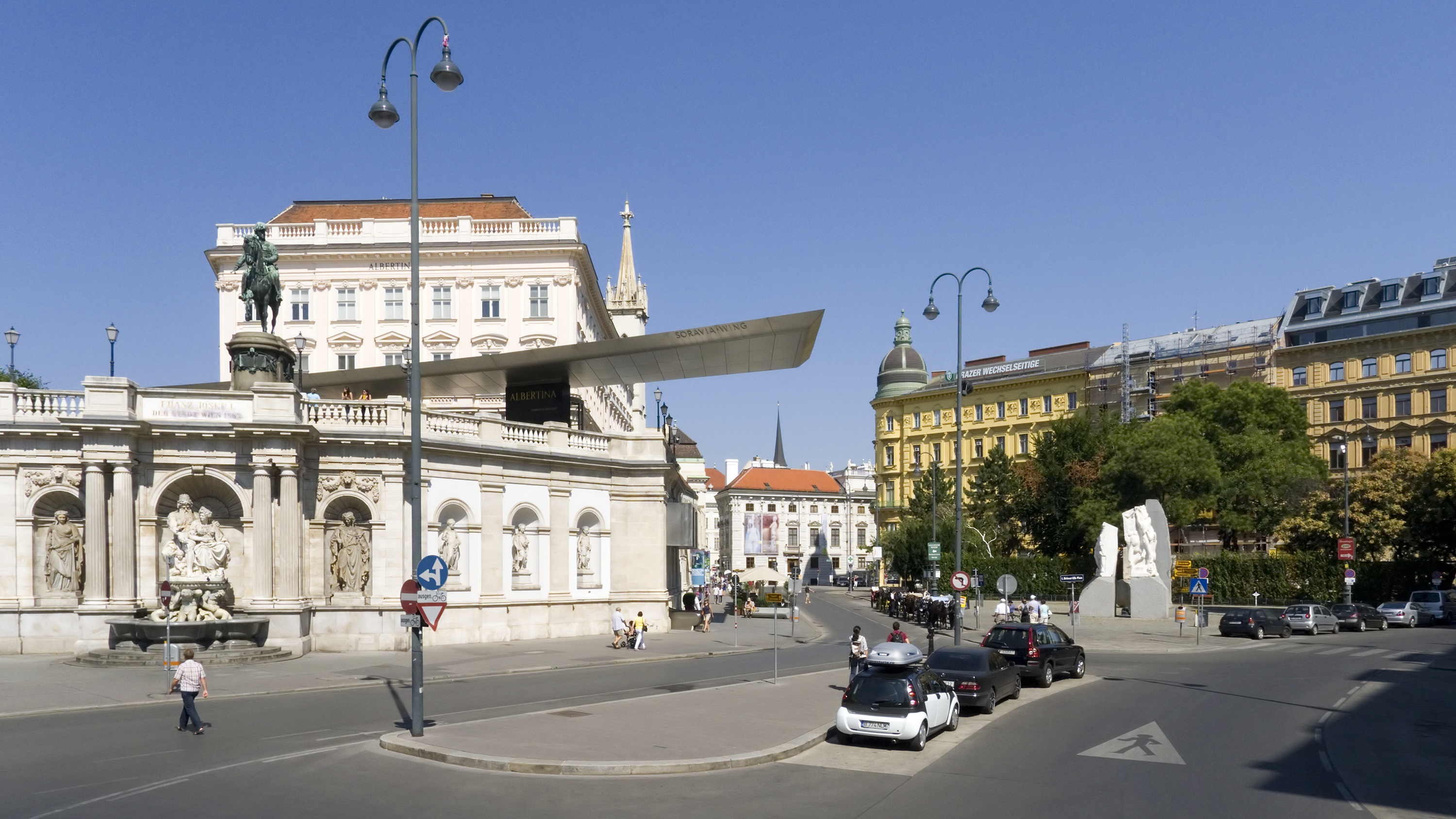
アルベルティーナプラッツ広場。

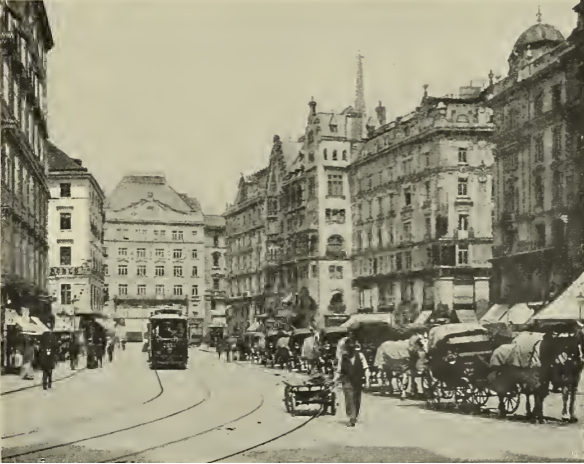
ノイヤーマルクト広場を走っていた路面電車（1900年）。

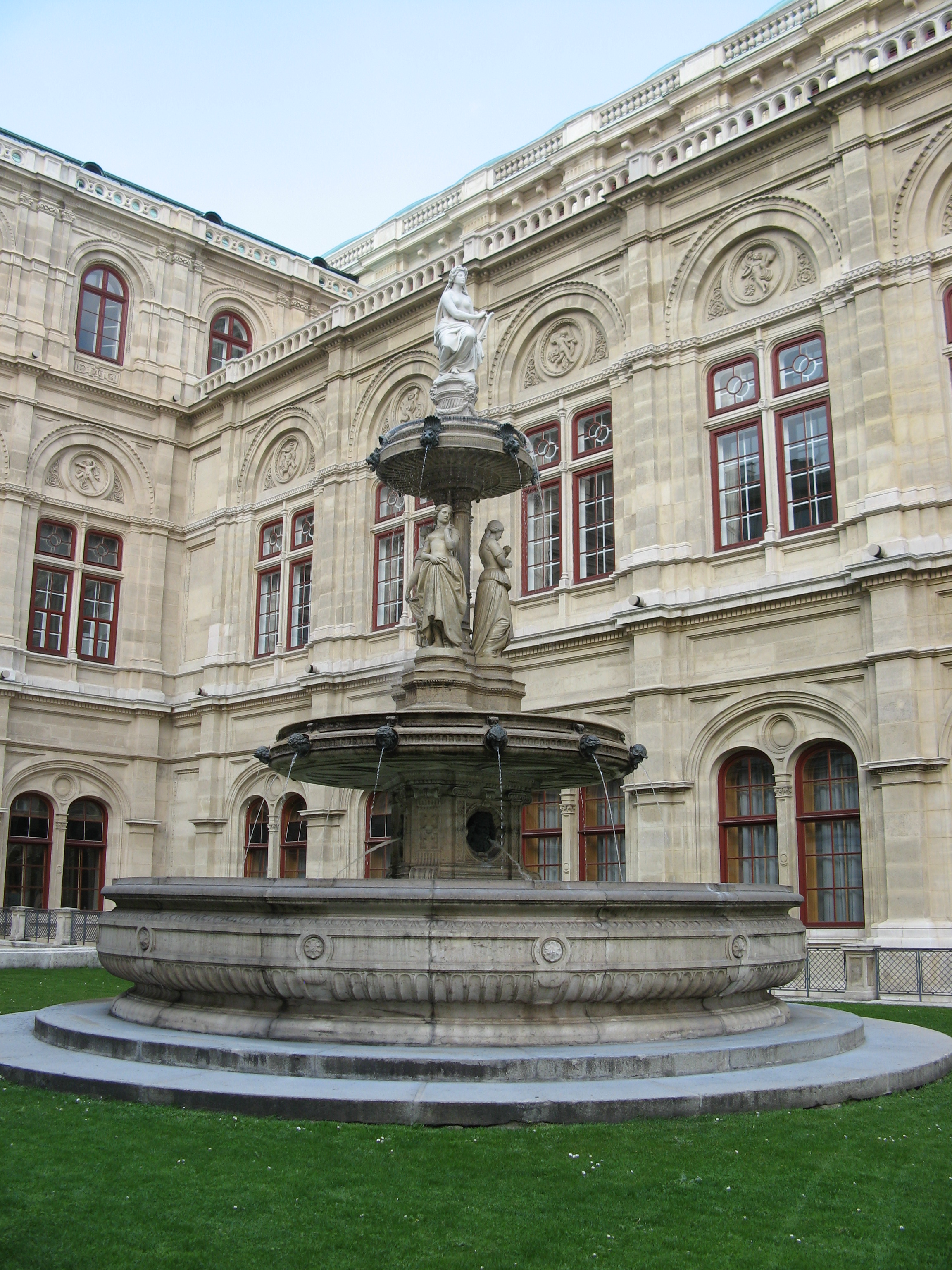
オペラ座の噴水。

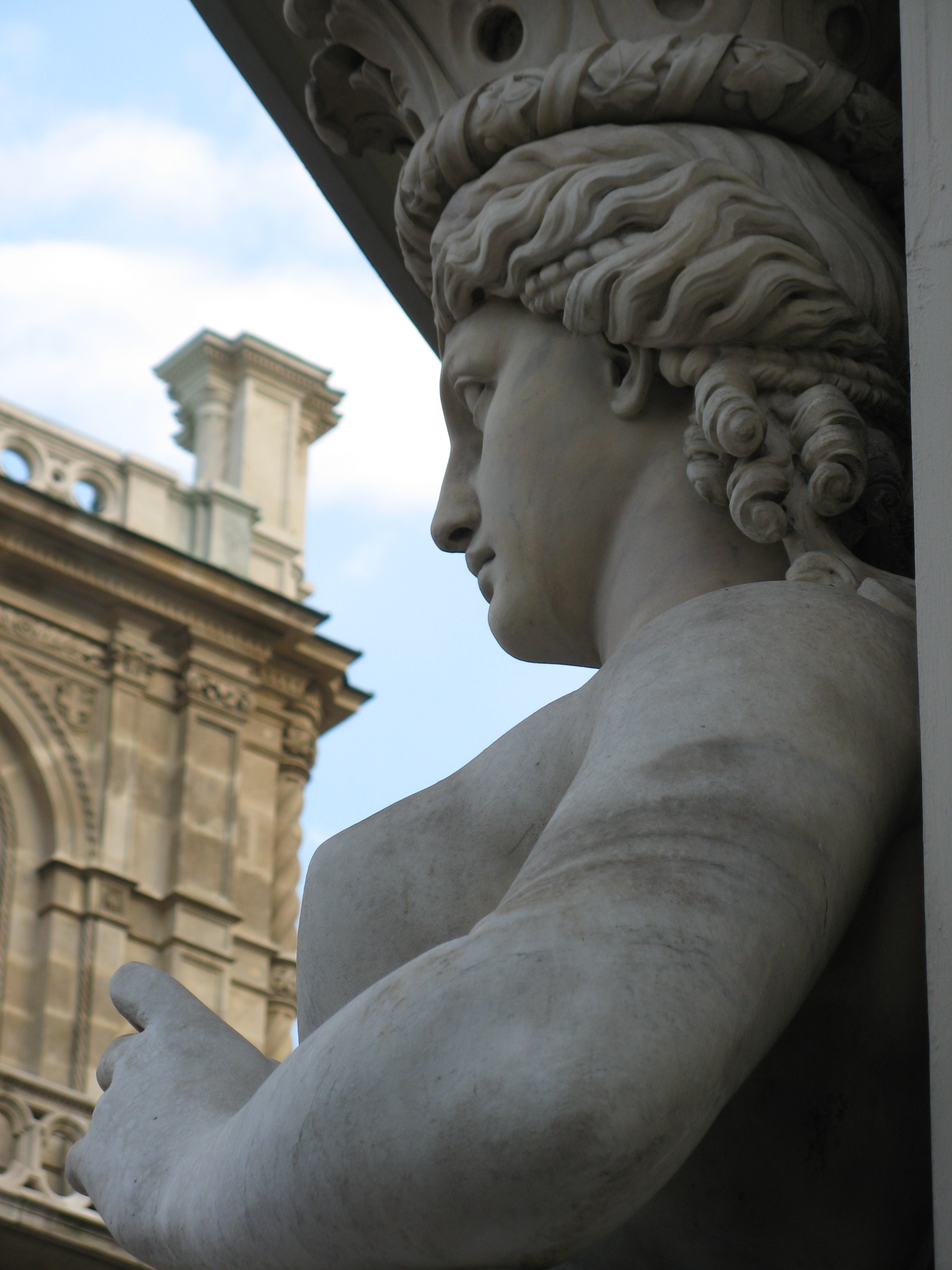
カリアティード像(1863年作)。オペルンガッセ2番地。

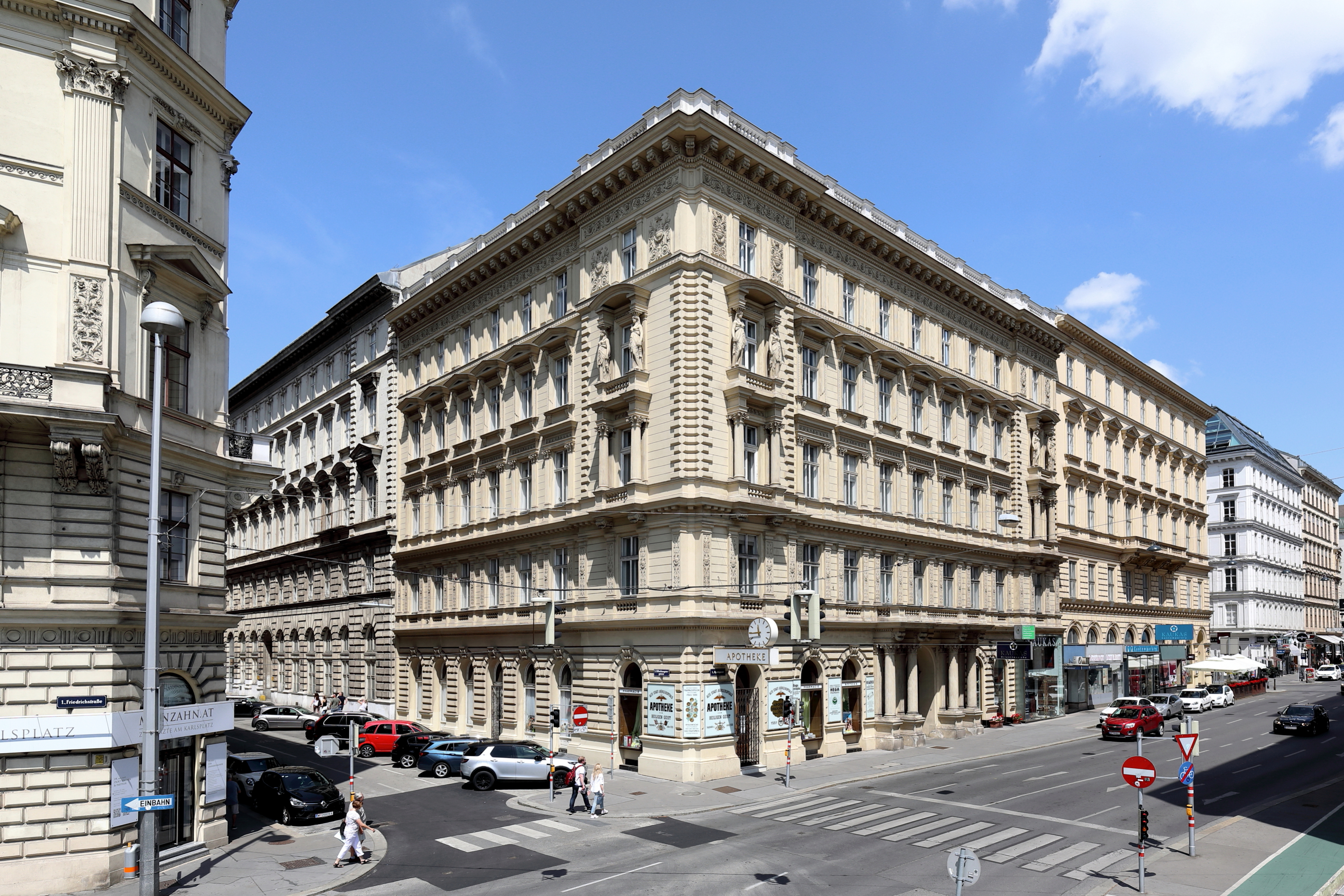
オペルンガッセ16番地（右側の道路）の建物。ニーベルンゲンガッセ通り（左側の道路）との交差地点。フェルディナント・シュラーフの設計(1871/72)。

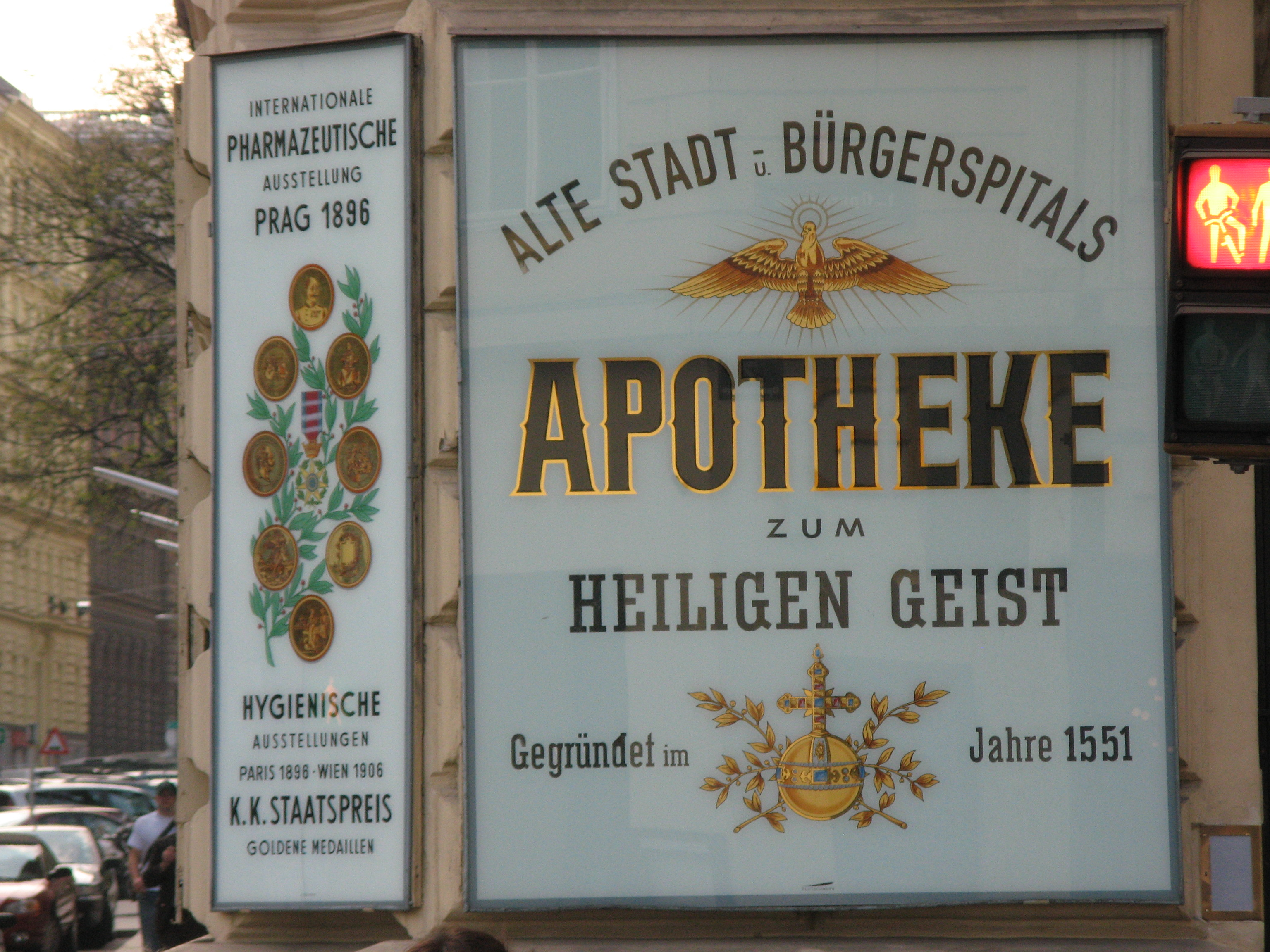
薬局「聖霊」。オペルンガッセ16番地。ニーベルンゲンガッセ通りとの交差地点。

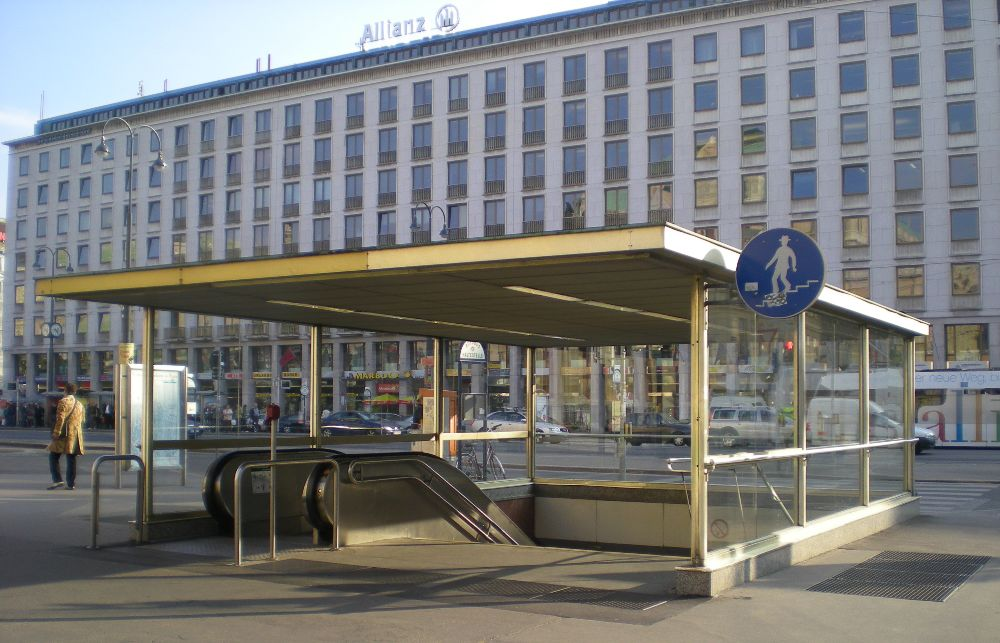
アルベルティーナ・パッサージュ（地下通路）の入口（2009年）。

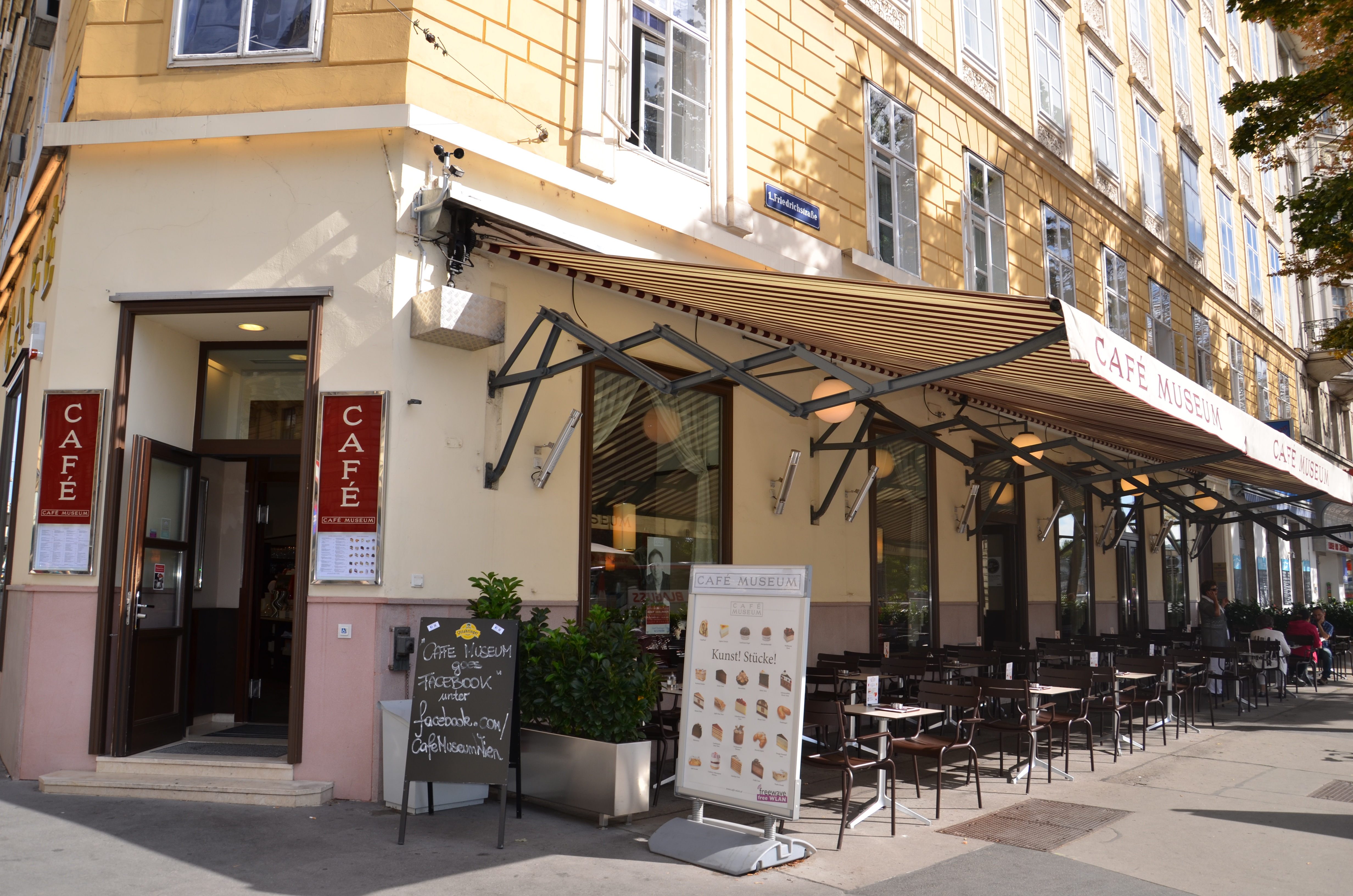
博物館カフェ。オペルンガッセ7番地（左側の道路）。フリードリヒシュトラーセ通り/カールスプラッツ広場（右側の道路）との交差地点。

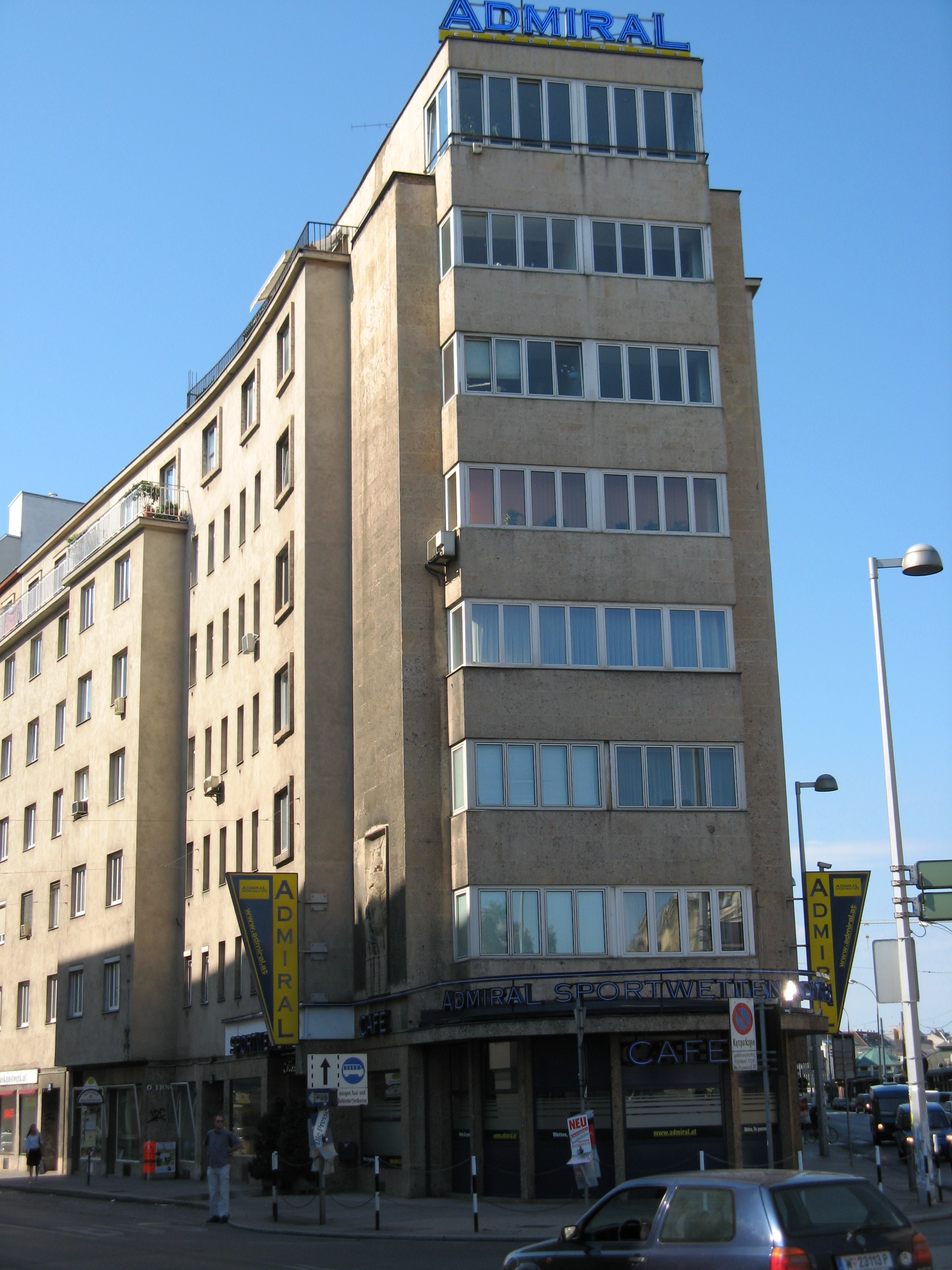
集合住宅「ベーレンミューレ」。オペルンガッセ18番地。ウィーンツァイレ右岸通りとの交差地点。

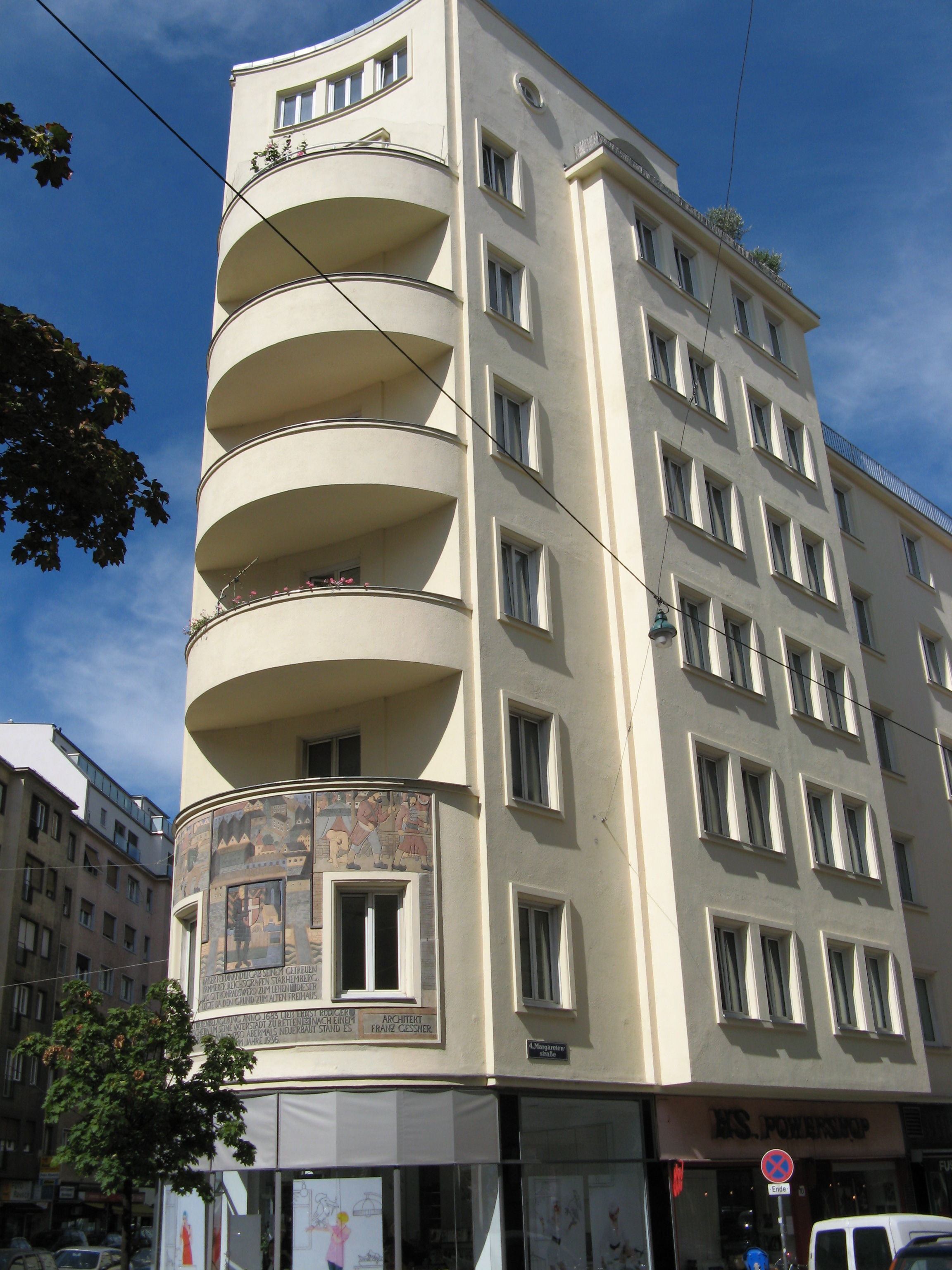
オペルンガッセ23-25番地の建物。マルガレーテンシュトラーセ通り側のファサード。フランツ・ゲスナーの設計(1936年)。

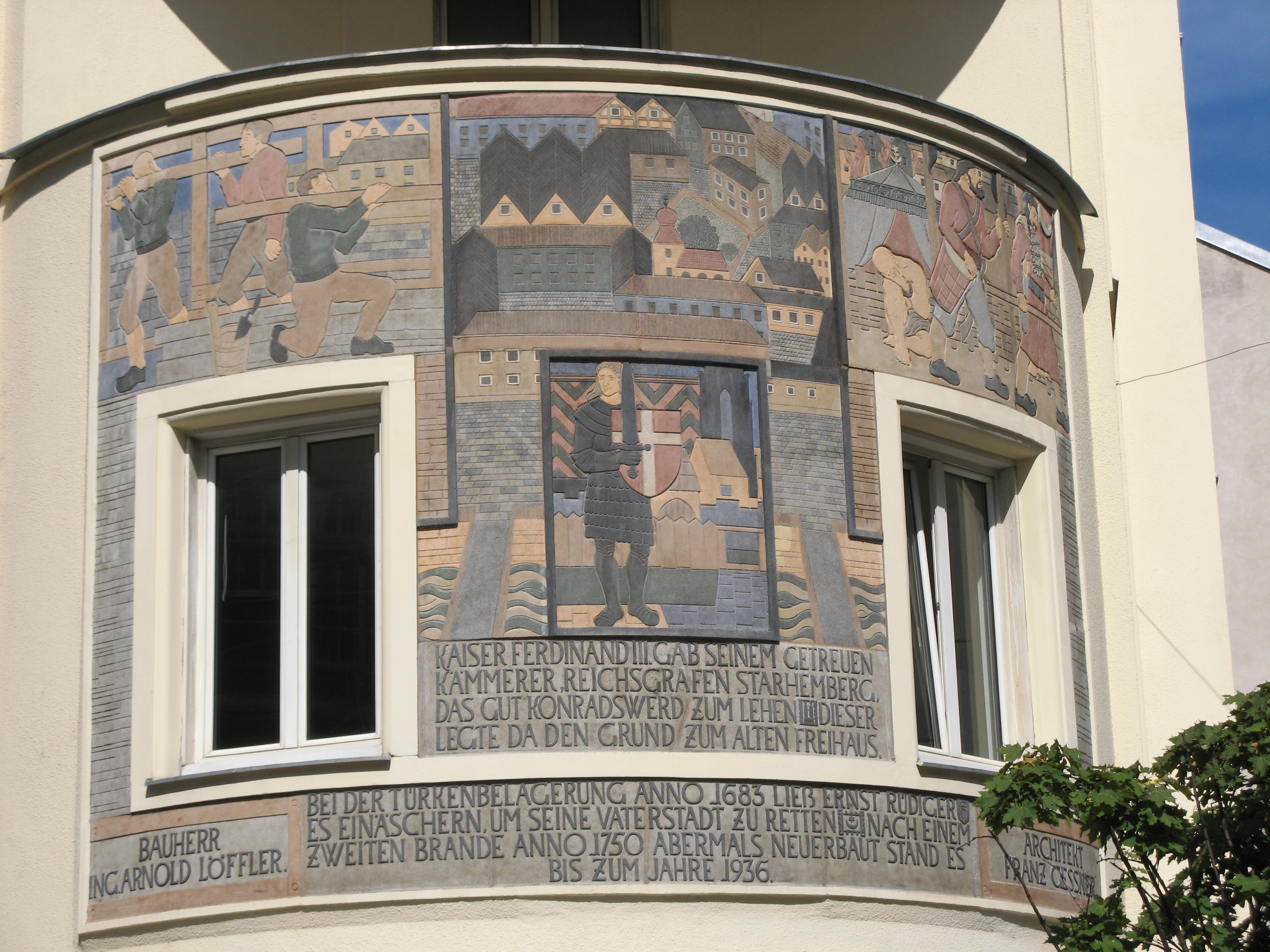
フライハウスの歴史を描いたスグラフィット画。オペルンガッセ23-25番地。マルガレーテンシュトラーセ通りとの交差地点。

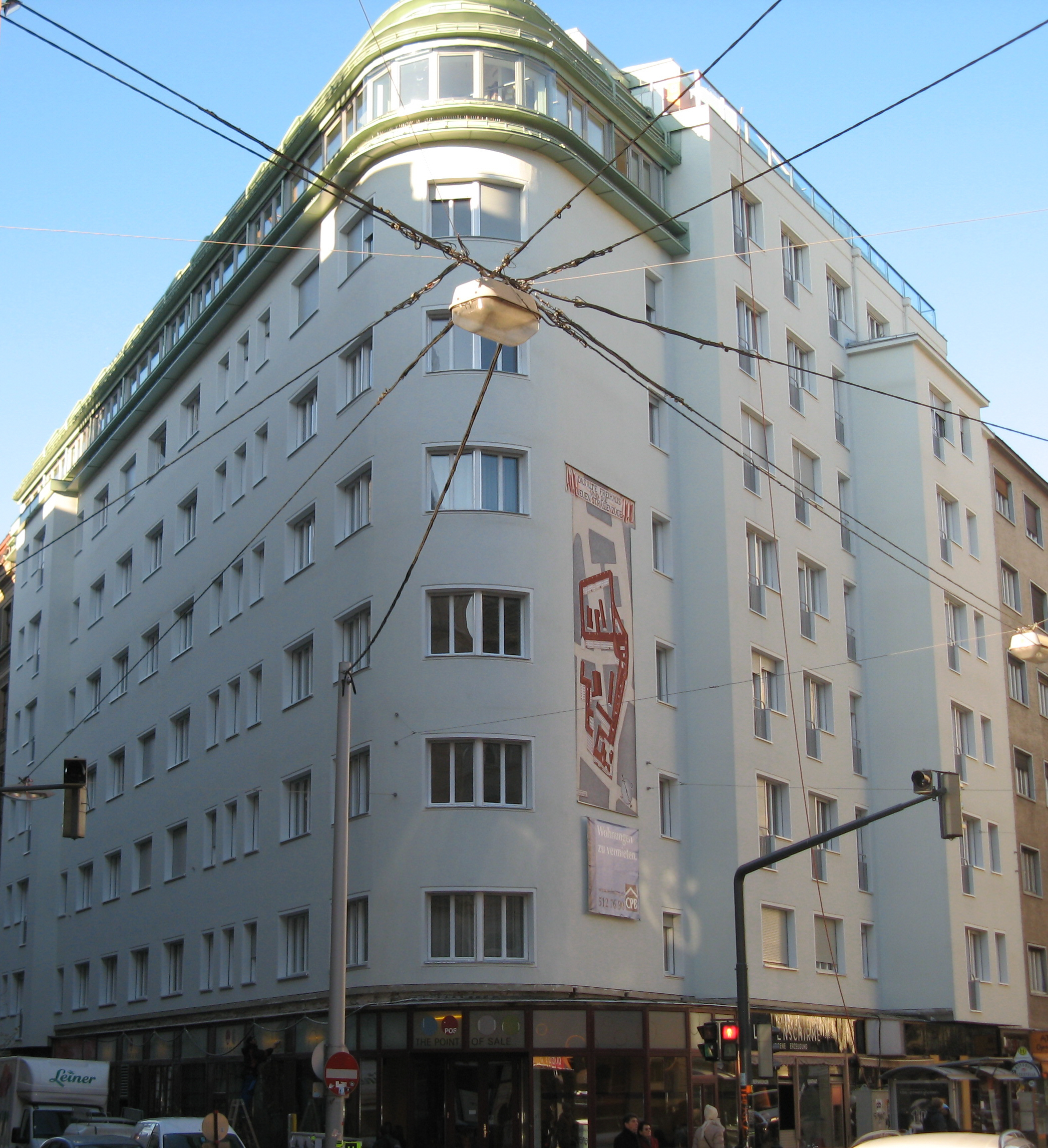
オペルンガッセ36番地。シュライフミュールガッセ通りとの交差地点。

オペルンガッセ（ドイツ語: Operngasse）はオーストリアのウィーン市1区（インネレシュタット）と4区（ヴィーデン）を通る公共の道路。
以下に出てくる通りや広場の名称では、ドイツ語のフルネームに「通り」「広場」を付加して記述する。例：Friedrichstraße「フリードリヒシュトラーセ通り」、Nibelungengasse「ニーベルンゲンガッセ通り」、Karlsplatz「カールスプラッツ広場」（ただし、オペルンガッセには付けない）。
以下の記述で、交差する道路として頻出する主な通り・広場名を整理のため列挙する。
起点から終点へ向かう方向が市外方面行きの「下り」、逆が中心市街方面行きの「上り」となる。
起点：アルベルティーナプラッツ広場
↓
リング通りとの交差地点
↓
フリードリヒシュトラーセ通り/カールスプラッツ広場との交差地点（ここまでが1区「インネレシュタット」で、ここから4区「ヴィーデン」となる）
↓
終点：マルガレーテンシュトラーセ通り/シュライフミュールガッセ通りとの交差地点

## 通りの地理と特色
起点は1区のリング通りから1ブロック、中心市街（上り）方向へ入ったアルベルティーナプラッツ広場(Albertinaplatz)。そこからリング通りに向かい、横断すると、2ブロック先でフリードリヒシュトラーセ通り(Friedrichstraße)とカールスプラッツ広場(Karlsplatz)に突き当たる。ここから右手に分岐している通りがレヒテ・ウィーンツァイレ（Rechte Wienzeile、「ウィーンツァイレ右岸通り」）（ただし、上り方向への一方通行路のため、車両で1区から進むと逆走になり、歩行者のみ通行可能）となる。
フリードリヒシュトラーセ通り/カールスプラッツ広場からは4区に入り、3ブロック先でシュライフミュールガッセ通り(Schleifmühlgasse)とマルガレーテンシュトラーセ通り(Margaretenstraße)との交差地点に至り、オペルンガッセの終点となる。北側の1区から南側の4区へほぼ南北に通っており、この向き（下り方向）で一方通行路となっている。
オペルンガッセは1区から市内南部方面への接続道路となっており（ウィーン国立歌劇場前のリング通りから南部方面の大通り、ヴィードナーハウプトシュトラーセ通り<Wiedner Hauptstraße>とファヴォリーテンシュトラーセ通り<Favoritenstraße>へ）、交通量は非常に多い。リング通りからは59Aのバス路線が通っている。通り全体に渡って自転車レーンが整備されており、ここも通行量が多い。フリードリヒシュトラーセ通りの地下には暗渠化されたウィーン川が通っており、この地区には緑豊かなエスペラント公園とローザ・マイレーダー公園があるものの、どちらも交通量の激しいカールスプラッツ広場に面しており、行楽や休息に適した場所ではない。
アルベルティーナプラッツ広場からリング通りまでの区間には、東側に、通りの名称の由来となったウィーン国立歌劇場がある（オペルン<Opern>は「オペラ・歌劇、オペラ座・歌劇場」の意味）。その向かい側、及び、フリードリヒシュトラーセ通りに至る1区沿道には1860-1880年代の歴史的な建物が並んでいる。フリードリヒシュトラーセ通りより先の4区の建物の大部分は1930年代のものである（1801年まで、この通りを含む街区にはオペラ「魔笛」の初演で知られるフライハウス劇場があった）。ウィーン工科大学の校舎（「フライハウス」と呼ばれている）は1970年代に建てられたものである。

## 歴史
オペルンガッセの始まりは19世紀後半のリング通りの新設、及び、その周辺地区の再開発と軌を一にする経過を辿った。中世以来、現在のウィーン市1区に相当する街区は周囲を堅牢な都市城壁で囲まれていた。現在のオペルンガッセのうち、起点のアルベルティーナプラッツ広場からリング通りまでの区間には、1548年-1552年に市壁の一部として建設されたケルントナー堡塁(Kärntner Bastei、後にアウグスティーナー堡塁<Augustinerbastei>と改称)があった。19世紀後半になって時代遅れとなった市壁の撤去が進み、堡塁も除去されると、1861年にオペルンガッセが新設され、1862年、当時まだ建設中だった宮廷歌劇場（現在のウィーン国立歌劇場）にちなんでオペルンガッセと命名された（「オペラ座通り」の意味となる）。当初はリング通りまでの短い区間のみだったが、後にリング通りが整備されて開通すると、フリードリヒシュトラーセ通りまで延長された（以上は1区内）。
1913年、ウィーン市の行政により4区までの延伸が決定された。これは、当時時代遅れとなって廃れていたフライハウス・アウフ・デア・ヴィーデン複合住宅街区の撤去と連動した動きで、当時の計画では、延伸区間はフライハウスの敷地内を通し、マルガレーテンシュトラーセ通りを終点として延伸する予定となっていた。1913年にフライハウス街区の撤去工事が予定されていたが、折からの第一次世界大戦の勃発により頓挫し、工事が本格的に着手されたのは1930年代に入ってからだった。1930年の時点でも、ウィーン市の道路名一覧表ではオペルンガッセの4区区間は計画中と記されていた。
1930年に始まった撤去工事が進むと、ようやくオペルンガッセの4区内の道筋と街区の区割りが見えるようになり、通りの西側沿い（偶数番地）には1936年から1937年にかけて統一的な建物の建設が遂行された。戦間期のウィーンで、自治体の手によらない道路建設の唯一の事例となっている。
通りの東側沿い（奇数番地）には、その後も30年以上、かつてのフライハウス街区の名残が残存しており、今日の13番地と15番地の敷地にはなお「フライハウスプラッツ広場」(Freihausplatz)が残っていた。この広場が地図から消えたのは1970年代半ばのことである。1970年代に、その位置からヴィードナーハウプトシュトラーセ通りまでのブロックを貫いて占有する形でウィーン工科大学の校舎が設営された。

## 著名な建物
奇数番地は沿道の東側沿い、偶数番地は西側沿いとなる。

### 1番地：ウィーン国立歌劇場
起点のアルベルティーナプラッツ広場からリング通りに至る区間の東側は、1861年に工事に着手し、1869年に完成したウィーン国立歌劇場（当時は宮廷歌劇場）となっている。設計は建築家のエドゥアルト・ファン・デル・ニュルとアウグスト・シカルト・フォン・シカルツブルク。歌劇場の正面玄関はオペルンガッセ側ではなくオペルンリング側（Opernring、リング通りの一部分）にある。オペルンガッセ側には同じ建築家2名が設計した噴水（2つあるうちの一つ）がある。大理石製で、細い軸の周りに3枚の円形の水盤が上に向かって小さくなる形で配置されている。彫像は彫刻家ハンス・ガッサーによるもので、最上部は音楽を、二層目は歓喜・真摯・軽薄の3種の感情を、それぞれ寓意的に表現したものとなっている。

### 2番地：旧「ハイニッシュ・ハウス」
2番地の建物には三つの正面玄関（オペルンガッセ側と、他の二つはハーヌシュガッセ通り<Hanuschgasse>1番地、ゲーテガッセ通り<Goethegasse>1番地）と二つの中庭があり、1862年に建築家のフェルディナント・フェルナー（兄）の設計で建てられた初期歴史主義様式の建築である。屋根裏階は時代が下ってからの増築である。オーバーエーステライヒ州の関連施設、国立劇場（国立歌劇場）のチケット売り場と事務室が入っており、住居部分には住民が住んでいる。ハーヌシュガッセ通りの角には、カリアティード像と多数の円柱を伴う出窓がある（1863年、ヨーゼフ・ツェザールの作）。ロビーは半円筒ヴォールトのペンデンティブ円蓋となっており、装飾的な絵画が飾られている。その油絵には正義・生業・農業・交通を寓意的に表現した人物像が描かれている。

### アルベルティーナ・パッサージュ（地下通路）
オペルンリング（リング通り）との交差点には、1964年、歩行者用の地下通路「アルベルティーナ・パッサージュ」(Albertinapassage)が開設された。利用率の低さから2005年に閉鎖。2011年末、通路内にディナー・クラブが開業し、店名には「アルベルティーナ・パッサージュ」の名称を用いている。

### 3番地：オペルンリングホーフ館
3番地は商業ビル兼オフィスビルの「オペルンリングホーフ館」(Opernringhof)となっている。オペルンガッセとリング通りに面しており、リング通り側では通りを挟んで反対側にウィーン国立歌劇場がある。古くは「ハインリヒスホーフ館」と呼ばれていた。

### 4番地：初期歴史主義の建物
4番地は、1862年から1864年にかけて建築家のアントン・ヘルフトにより初期歴史主義の様式で建てられた建物となっている。新マニエリスム様式で作られており、ヘルメ像を両脇に従える半円柱の正面玄関によって中心軸を強調する構図となっている。中庭の噴水にはダイアナの彫像があり、階段室には女性の銅像がある。

### 6番地
1862年から1863年にかけて、建築家のヨハン・ロマーノ・フォン・リンゲとアウグスト・シュヴェンデンヴァイン・フォン・ラーナウベルクの設計により建てられた。第二次世界大戦後の1953年から1961年にかけて、エーリッヒ・ボルテンシュタインにより改築された。

### 7番地：博物館カフェ
フリードリヒシュトラーセ通り6番地とカールスプラッツ広場の角には、著名な博物館カフェ（Café Museum、1区）がある。内装はアドルフ・ロースによるもの。かつては文学者が集うカフェとして知られ、現在、ウィーンでも長い伝統を誇るカフェとなっている。

### 9番地：ポルハウス
トライトルシュトラーセ通り(Treitlstraße)3番地とカールスプラッツ広場と交差する角には現在、ウィーン工科大学の校舎がある。この建物は、1930年-1931年、建築家のフリッツ・ユトマンとエゴン・リスにより建てられた。建築主は建築グループの「ポル」(Porr)だったが、実際の利用者は繊維産業の労働者と接客業の雇用主の組合で、その本部庁舎として利用されていた。ポル自身の入居先は隣りの11番地だったが、広く「ポルハウス」(Porrhaus)と呼ばれるようになった。
1930年代ウィーンの建物のうちでも最も重要性の高い建築群に属するとされており、カールスプラッツ広場に面した土地柄、街の中でも特に目立つ建物となっている。鉄筋コンクリート6階建てで、即物的な形状と区切りのない通しの窓が特徴となっている。フェストザール（祝祭ホール）では1932年に作家のカール・クラウスがオッフェンバック講義を開催し、それにちなんで後に「オッフェンバックザール」と改称された。
ロビーには労働運動の指導者、アントン・フエーバー・フォン・マリオ・ペトルッチをかたどった1950年代製の銅製の胸像が置かれていた。第二次世界大戦後の連合軍占領統治時代には、1955年まで、ソ連の情報センターが置かれていた。元々、この場所には高層ビルを作る計画があったが、市の建築課の反対により実現しなかった。

### 13番地-15番地：ウィーン工科大学の校舎
この番地にはウィーン工科大学の校舎として1970年代に巨大な建物が作られた。側面はシャウアーホーファーガッセ通り(Schaurhofergasse)2番地から4番地を占めており、公的な住所としては正面に当たるヴィードナーハウプトシュトラーセ通り6番地から10番地となっている。ウィーン工科大学の講義室と研究施設が入っている。かつてはフライハウス・アウフ・デア・ヴィーデンの敷地だった場所である。

レッセルガッセ通り
ヴィードナーハウプトシュトラーセ通りの西側からオペルンガッセへと通っているのがレッセルガッセ通り(Resselgasse)である。オペルンガッセを過ぎると、ベーレンミュール・ドゥルヒガング通路（Bärenmühldurchgang、「ベーレンミュール通路」）に名称が変わる（野外市場のナッシュマルクトがあるウィーンツァイレ右岸通りに至る）。

フライハウスプラッツ広場
レッセルガッセ通りとオペルンガッセの交差地点にはフライハウスプラッツ広場(Freihausplatz)があった。これは1913年、将来的に撤去の見込みとなっていたフライハウス集合住宅街区を記憶するものとして、計画段階で市により命名されたものだが、撤去工事がずれ込んだことから、実際に広場が作られたのは1930年代に入ってからである。1970年代に、ウィーン工科大学の敷地とするため、姿を消した。

イン・デア・ローゼンルッケン通り
レッセルガッセ通りと並走する形で、1930年代より、ヴィードナーハウプトシュトラーセ通りからオペルンガッセまで、イン・デア・ローゼンルッケン通り(In der Rosenlukken)が通っていた。これは1913年に市の計画段階で名称が決定していたものだが、フライハウスプラッツ広場と同様に、実際の設置は1930年代までずれ込んだ。フライハウスプラッツ広場と同様、ウィーン工科大学の校舎の建設のため、姿を消した。現在の校舎内を貫くルートだった。

### 16番地：新ウィーン・ルネサンス様式
16番地（ニーベルンゲンガッセ通りとの交差地点）は、1871年から1872年にかけて建築家のフェルディナント・シュラーフにより厳格な歴史主義様式（新ウィーン・ルネサンス様式）で建てられた建物となっている。特徴としては、追加的な切妻窓、角のリザリート装飾、カリアティード像の配置による窓のエディキュールの重ね合わせ装飾、3軸の円柱玄関が挙げられる。1階には老舗の薬局「聖霊」が入っている。

### 18番地：ベーレンミューレ集合住宅
18番地はウィーンツァイレ右岸通り（1A番地）との間に挟まれた狭い三角形の土地で、1937年から1938年にかけて建築家のハインリヒ・シュミットとヘルマン・アイヒンガーの設計で建てられたベーレンミューレ集合住宅がある。特徴としては、半円形の張り出し構造、通常よりも高さのある建築、バロック・リザリート装飾風に突き出した壁面が挙げられる。壁面に飾り付けられた石のレリーフ画は熊との格闘の伝説を描いたもので、かつてこの地にあったベーレンミューレ（「熊の水車」）の呼称はこの伝説に由来する。この土地に1794年から1856年まで立っていた住居には作家のイグナーツ・フランツ・カステッリが暮らしていた。1937年、オペルンガッセからこの住宅敷地内を通ってウィーンツァイレ右岸通りとナッシュマルクトへ抜ける通路として、ベーレンミュール・ドゥルヒガング通路が設置された（1913年の時点ではベーレンミュールガッセ通り<Bärenmühlgasse>として計画されていた）。オペルンガッセを挟んでその反対側はレッセルガッセ通りがヴィードナーハウプトシュトラーセ通りまで通っている。

### 23番地-25番地：球面建築
マルガレーテンシュトラーセ通り（10番地）との交差地点には、1936年、建築家のフランツ・ゲスナーの設計で建てられた特徴的な球面建築(Zwickelverbauung)の建物がある。角地の不利な立地を解決する意匠となっている。壁面には、かつてのフライハウス集合住宅のモチーフによるスグラフィット画があり、下地には現在の道路の区割りが描かれている。

### 26番地-36番地：集合住宅地区
この番地（西側の偶数番地）には7階建ての統一的な集合住宅がある。ファウルマンガッセ通り(Faulmanngasse)からシュライフミュールガッセ通り(Schleifmühlgasse)までの区間に相当し、1936年から1937年にかけて建てられたものである。26番地の角の建物（ファウルマンガッセ通り1番地）はフランツ・ゲスナーの設計によるもので、「パパゲーノホーフ」(Papagenohof)の愛称が付けられている。Ｈ・レヴィによる壁面のマヨリカ・レリーフ画にはパパゲーノの姿が描かれており、かつてこの地にあったフライハウス劇場で執り行われたモーツァルトのオペラ「魔笛」の初演を記念するモニュメントとなっている。
28番地の建物の設計はアルフレート・アドラーとマルティン・ヨハン・シュミット、30番地から34番地まではオイゲン・カストナーとフリッツ・ヴァーゲによる。

## 公共交通機関
1902年から1942年まで、オペルンガッセの起点から終点までは路面電車が通っていた。線路のスタート地点は1区のノイヤーマルクト広場(Neuer Markt)となっており（この広場はUターンのために大回りのカーブができるスペースがなく、折り返しには車両を付け替える必要があった）、そこからテゲットホフシュトラーセ通り(Tegetthoffstraße)を抜けて始発停留所のあるオペルンガッセに入っていた。次の路線が営業していた。
- Z番線（ヒーツィング、ラインツ方面行き、1907年～1911年）
- 61番線（マイトリング駅行き、1907年～1918年。1960年まではリング通り/オペラ座<Ring/Oper>が始発停留所）
- 59番線（ラインツ、マウアー行き、1911年～1942年。1972年まではリング通り/バーベンベルガーシュトラーセ通り<Ring/Babenbergerstraße>が始発停留所）
- 58番線（ウンター・ザンクト・ファイト行き、1908年～1942年。始発停留所は1992年まではリング通り/バーベンベルガーシュトラーセ通り、1992年以降は地下鉄駅ウィーン西駅）

4路線とも、まず、リング通りを横切ってフリードリヒシュトラーセ通りに至る経路は共有となっていた。そこから、Z、58、59番線はゲトライデマルクト広場(Getreidemarkt)を通ってマリアヒルファーシュトラーセ通り(Mariahilfer Straße)へ達し、これを市外方面（下り方面）へ、61番線はリンケ・ウィーンツァイレ（Linke Wienzeile、「ウィーンツァイレ左岸通り」）を市外方面（下り方面）へ、それぞれ向かうルートとなっていた。リング通りより中心市街側（上り側）は、第二次世界大戦の半ば頃に営業中止となった。
そのまま戦後は、リング通りより中心市街側の線路（停留所）は路線網に復帰しないことが決まり、1948年に路線図から削除された。オペルンリングホーフ館（オペルンガッセ3番地）には1963年までUターン用の線路があり、63番線（シェーンブルン行き、1959年まで）と61番線（マイトリング駅行き、1960年まで）が使用していたが、その後、この2路線は順次、バス路線に転換されて廃止された。現在では、バス路線の59A線がオペルンガッセの大部分の区間をカバーし、リング通りからマルガレーテンシュトラーセ通りまで、この向き（下り）で営業している。リング通りへ戻る中心市街方面行き（上り）はウィーンツァイレ右岸通り（一方通行路）を通っている。